# Образцовы
Образцовы (Абразцовы, Обрасцовы) — древний русский дворянский род, происходящий из московского боярского рода Кобылиных.
Род внесён в дворянскую родословную книгу Калужской и Симбирской губерний.

## Происхождение и история рода
Род показан выехавшим из Пруссии и фамилию приняли от родоначальника, который прозывался Игнатий Образец. Родословная роспись Образцовых находилась в росписи Боборыкиных. В Бархатной книге и Известиях о дворянах Российских — род показан угасшим, что не соответствует историческим документам и деяниям представителей рода.
По родословной росписи у родоначальника Кобылиных — Андрея Кобылы был потомок Семён Жеребец, правнук которого Игнатий Борисович Образец, служили князю Андрею Углицкому, а его дети и внуки служили князю Владимиру Андреевичу. Сам Игнатий Борисович Образец-Синий боярин Андрея Васильевича Большого, предупредил своего господина о намерении великого князя Ивана III Васильевича схватить своего брата-соперника, но в последующих разбирательствах выяснилось, что Игнатий Борисович ввёл своего господина в заблуждение и Иван III приказал вырезать ему язык и только заступничество митрополита спасло «шутника» от ужасной участи. После того, как князь Андрей Васильевич был посажен в тюрьму (1491), Игнатий Борисович перешёл на службу к великому князю Ивану III и сопровождал его в поездках в Новгород (1492 и 1495), ходил с князем Бельским на защиту Казани, когда татары и ногайцы хотели свергнуть хана Абдул-Латифа (1500), воевода в Литовском походе (1501), ходил в поход в Ливонию (1502).
По опричнине, по деле о заговоре в земщине казнены Афанасий, Григорий и Семён Образцовы (1568), в Пскове казнён Андрей Образцов (1570), их имена записаны в синодик опальных людей.
Григорий Образцов упомянут (1593), Семён Фёдорович Образцов казачий голова, послан на Еик города ставить с воеводой (1595).
В 1620-х годах Образцовы начинают активно местничать и род упоминается выше князей Гундоровых и Пушкиных.
Дворяне Образцовы являлись крупными помещиками и вотчиниками в различных уездах.

## Описание герба
Герб Образцовых внесён в Часть 10 Сборника дипломных гербов Российского Дворянства, не внесённых в Общий Гербовник, № 45: в червлёном щите шесть золотых пчёл (3, 2, 1) с чёрными усиками и ножками. В серебряной главе щита, червлёный о широких концах крест. Щит увенчан дворянским коронованным шлемом. Нашлемник: золотой возникающий лев с червлёными глазами и языком. Намёт: справа червлёный с золотом, слева червлёный с серебром. Девиз: «Труд, польза, усердие», золотыми буквами на червлёной ленте.
Примечание: Михаил Иванович Образцов, коммерции советник, ржевский 1-й гильдии купец, жалован дипломом на потомственное дворянское достоинство.

## Известные представители
- Образцов Григорий — письменный голова, воевода в Тобольске (1601—1602).
- Образцов Григорий Фёдорович — воевода на Белоозере (1612—1613), Ржеве (1615—1616).
- Образцов Иван Васильевич — воевода в Курмыше (1615).
- Образцов Данил Алексеевич - уроженец Пензенской области (2004)
- Образцов Андрей Фёдорович — воевода на Белоозере (1617—1619).
- Образцов Дементий — дьяк, воевода в Нижнем-Новгороде (1616—1618).
- Образцов Григорий Григорьевич — воевода в Курске (1641—1642)[7].